# Exposició (fotografia)

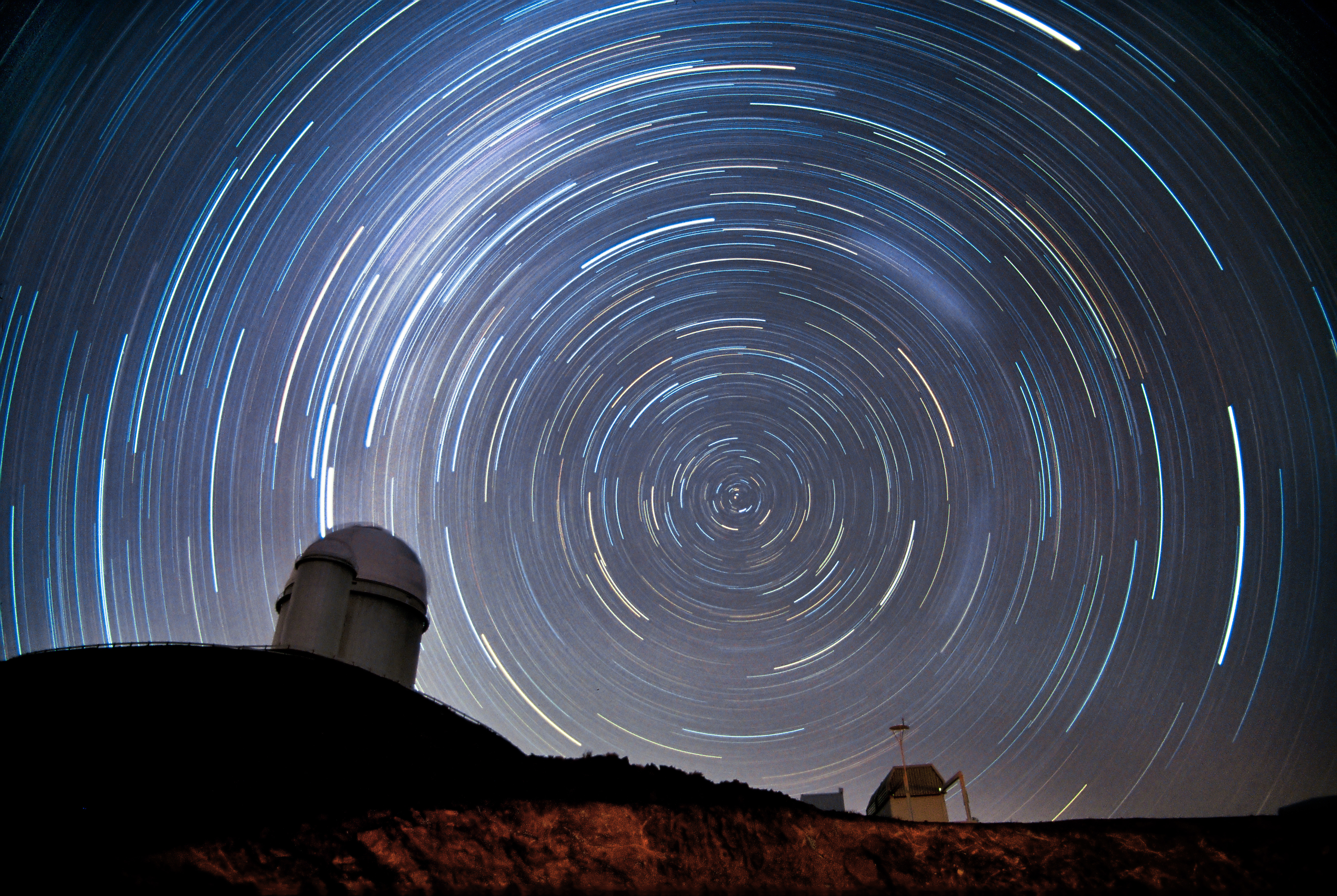
Les estrelles giren al voltant del pol celeste sud durant una nit al Observatori de La Silla al nord de Xile.

A fotografia, es diu  exposició  a la quantitat de llum que rep el material fotosensible (en fotografia química) o el sensor d'imatge (en fotografia digital) perquè es formi una imatge.
Matemàticament:  exposició = iluminància x temps .
Com indica la fórmula anterior, l'exposició, que es mesura en lux segon, és una combinació del temps i del nivell d'il·luminació rebut pel material fotosensible.

## Control de l'exposició
En una càmera, el temps d'exposició resta controlat per la velocitat d'obturació i el nivell d'il·luminació per l'obertura del diafragma de l'objectiu. A més a més, també influeix la ISO que s'estigui utilitzant. Es poden fer moltes combinacions de diferents obertures i velocitats perquè una quantitat determinada de llum arribi al sensor, aconseguint una exposició concreta.
Totes les càmeres digitals porten un exposímetre que mesura la quantitat de llum del motiu a fotografiar. Mitjançant el mateix, la mateixa càmera pot determinar la velocitat i obertura necessàries per aconseguir una exposició automàtica (normalment identificat en el cos de les càmeres per l'abreviatura AE, d'Automatic Exposure) correcta. No obstant això, el propi sistema pot ser enganyat si predominen els colors molt clars o molt foscos, de manera que si no compensem adequadament els errors, les fotos podrien sortir sobreexposades o subexposades.

### Valor d'exposició[2]
La velocitat d’obturació i obertura de diafragma es combinen en un número anomenat valor d'exposició (VE o EV en anglès). Hi ha fotòmetres o exposimetres que ofereixen un valor d’exposició en comptes de la combinació d’aquests factors per tal d’ajustar l'exposició.
Una taula de valors d’exposició té situada a l'esquerra en vertical els valors de l’obertura del diafragma i els de la part inferior en horitzontal, els de les velocitats d’obturació. Els números restants són els valors d’exposició obtinguts amb la combinació de les dues variables (velocitat i obertura). El VE s'obté tenint en compte un valor ISO específic (normalment ISO 100), de manera que si aquest varia, els valors d’exposició s'han d’ajustar.

### Modes d'exposició
Les càmeres tenen diferents modes d’exposició, els quals ofereixen al fotògraf un nivell de control i independència diferent. Normalment s'ofereixen quatre opcions:

#### Programa automàtic (P)
La càmera ajusta la obertura de diafragma i la velocitat d’obturació que considera més adequada, d’aquesta forma, controla per complet la combinació d’exposició. Este mode limita la interpretació personal de la imatge.
En la majoria de càmeres rèflex hi ha variants que permeten seleccionar el tipus d’escena fotografiada (com per exemple si es tracta d’una imatge d’esport, un retrat o un paisatge).

#### Automàtic amb prioritat d’obertura de diafragma (A o Av)
El fotògraf ajusta l’obertura i la sensibilitat ISO, però és la càmera la que ajusta la velocitat d’obturació. Amb aquest mode d’exposició, el fotògraf pot controlar la profunditat de camp i decidir si el fons surt més o menys enfocat.

#### Automàtic amb prioritat de velocitat d’obturació (S o Tv)
El fotògraf ajusta manualment la velocitat d’obturació i la sensibilitat ISO, però és la càmera la que decideix l’obertura de diafragma. D’aquesta forma, el fotògraf té el control sobre l’aparença de moviment, ja que pot escollir una velocitat ràpida (per captar un instant amb nitidesa) o lenta (per fotografiar amb sensació de moviment).

#### Manual (M)
El fotògraf té control absolut sobre tots els ajustos d’exposició, tant la sensibilitat ISO com la velocitat i l’obertura. D’aquesta forma pot decidir amb plena llibertat com exposar la fotografia, permetent una llibertat artística que amb els altres modes d’exposició no és tan senzill d’aconseguir.

## Exposició correcta
Podem parlar de més d'una exposició correcta depenent de l'efecte que el fotògraf desitgi transmetre. Una aproximació a una exposició correcta la dona la regla sunny 16: en un dia assolellat, amb una obertura f/16, obtindrem una exposició correcta amb una velocitat d'obturació de  1/sensibilidad usada . Per exemple, si utilitzem una sensibilitat ISO 100, i una obertura f/16, una velocitat d'obturació adequada serà 1/100 de segon.
Una aproximació a una exposició correcta la de la regla assolellat F16 on en un dia assolellat, l'exposició correcta serà larecíproca de l'ISO. Per exemple, si fem servir una pel·lícula amb sensibilitat 100 ISO la velocitat seria de 1/125 de segon aF16 (1/125 de segon és la velocitat d'obturació més pròxima a 1/100). Quan en comptes d'estar assolellat es té unalleugera capa de núvols, l'obertura s'augmentarà a f 11 mantenint la velocitat d'obturació, a f 8 amb núvols mitjanamentdenses i així successivament, a mesura que disminueix la llum solar.
| Sol radiant | Sol boirós | Sol dèbil | Núvols i clars | Ennuvolat |
| ----------- | ---------- | --------- | -------------- | --------- |
| f 16        | f 11       | f 8       | f 5.6          | f 4       |